# Sobral (Ceará)
Sobral é um município brasileiro situado no interior do estado do Ceará. Com uma população de 203 023 habitantes conforme o censo de 2022, é o quinto município mais povoado do estado e o segundo maior do interior. Com uma taxa de urbanização de 88,35%.
Sobral é o segundo município mais desenvolvido do estado do Ceará, superado apenas pela capital Fortaleza, de acordo com o IDH (Índice de Desenvolvimento Humano). Sobral também é líder em trabalhadores com carteira assinada no interior do Ceará e possui a quarta maior arrecadação em ICMS do Estado, atrás de Fortaleza, Maracanaú e Caucaia, na Região Metropolitana de Fortaleza. O município também é destaque nas exportações, sendo o único município do interior que compete com a Capital a liderança nas exportações do Estado. A cidade de Sobral é considerada, de acordo com o IBGE, uma Capital Regional.
Com um PIB de R$ 4 774,446 bilhões, o município acrescentou o valor de R$ 399 998 000 ao seu PIB, entre 2009 e 2010, valor superior a toda riqueza de Tianguá, que tem um PIB de 384 606 (IBGE 2010). Sobral é a quinta economia do estado perdendo para Fortaleza, Maracanaú e Caucaia. É a segunda maior economia do interior do Ceará e a 10ª maior economia do interior nordestino. É também o maior centro universitário e o maior centro de saúde do interior do Ceará. Segundo a Lista de municípios do Brasil por IDEB possui a melhor educação básica do Brasil.
O clima de Sobral é tipicamente tropical, quente e seco, com uma temperatura média de 26,2 graus Celsius e com uma altitude de 70 metros, chegando até os 120 metros nas áreas mais altas da cidade. Sobral localiza-se a 238 quilômetros de Fortaleza, a qual conecta-se também por uma ferrovia, atualmente usada sobretudo pelo Grupo Votorantim. O acesso rodoviário é feito pela BR-222, que liga o Ceará ao Piauí e, consequentemente, ao Maranhão e ao Pará.
A cidade foi o local dos Experimentos de Eddington, que contribuíram para a confirmação da teoria da relatividade geral de Albert Einstein e ocorreram durante o eclipse solar de 29 de maio de 1919.
O sítio urbano de Sobral foi tombado como patrimônio cultural do Brasil pelo Instituto do Patrimônio Histórico e Artístico Nacional em 1999.
Sobral foi apontada por três vezes (2011/12, 2013/14 e 2017/2018) pelo guia de investimentos estrangeiros editado pelo grupo jornalístico britânico Financial Times como uma das dez cidades do futuro da América, a única cidade brasileira do seu porte.

## Etimologia
O topônimo Sobral é uma alusão à freguesia de Sobral, no concelho de Mortágua, pertencente ao distrito de Viseu, Portugal. Sobral é uma palavra, de origem latina, que significa abundância de sobreiros (uma espécie de árvore de cujo tronco se extrai a cortiça). Já o topônimo Caiçara vem do tupi e significa o que se faz de pau queimado. E o topônimo Januária é uma alusão à Princesa Januária, irmã do Imperador D. Pedro II.
A cidade já se chamou Caiçara, Vila Distinta e Real de Sobral, Fidelíssima Cidade Januária de Acaraú. Desde 1842 denomina-se Sobral.

## História
As terras às margens do rio Acaraú eram habitadas por diversas etnias indígenas, dentre elas os Areriús, Jaibaras, entre outras. Conforme registra Dom José em sua História de Sobral, os Areriús habitavam uma e outra margem do rio Acaraú, eram bravos e indóceis, sendo todos de origem Tapuia.
Com  a emigração dos fugitivos que fugiam da guerra dos portugueses com os holandeses, após a rendição dos destes pelo Tratado de Taborda no século XVII, a futura cidade de Sobral teve início, ao redor da Fazenda Caiçara, aberta em 1712 por Antônio Rodrigues Magalhães, uma fazenda que convergia com as rotas das boiadas na época da carne de charque.
Nas terras da Fazenda Caiçara foi edificada a Matriz da Caiçara e ao redor desta aglutinou-se um povoado. Depois foi construída a Igreja do Rosário e do Bom Parto, e ao redor destas surgiram moradias.
Destas iniciativas surgiram a povoação chamada Caiçara, que foi elevada à categoria de vila em 1773 com a denominação de Vila Distinta e Real de Sobral e recebeu foros de cidade em 1841.
Na segunda metade do século XVIII com o sucesso econômico da Charqueada, o desenvolvimento de Sobral chegou a superar o de Fortaleza, sendo assim, nesta época, uma das mais importantes cidades do Ceará, junto com as cidades de Icó e Aracati. Sobre essa indústria, cf. FREITAS, Vicente. BELA CRUZ - biografia do município. Florianópolis: Bookess Editora, 2012. pp. 37 a 46.
Sobral era o centro intermediador dos produtos agrícolas da Serra da Meruoca e da Serra Grande para o resto do estado do Ceará e para o estado do Piauí.
Em 1861, foi proibido o sepultamento nos arredores das igrejas e desta forma criado o primeiro cemitério de Sobral, o Cemitério de São José.
Foi um dos centros abolicionistas do Ceará desde 1871. Quando foi proclamada a libertação dos escravos em 1888, a cidade já não tinha nenhuma pessoa escravizada desde 2 de janeiro de 1884, tendo sido a 23ª cidade do Ceará a aderir ao movimento abolicionista.
Com as secas de 1877 e 1879, foi iniciado o projeto da Estrada de Ferro de Sobral com o intuito de ligar Sobral a um porto, no caso Camocim e assim criar um escoadouro dos produtos da Serra da Meruoca e da Serra Grande bem da produção de gado vacum e cavalar dos sertões de Irauçuba e Santa Quitéria, dando também a Princesa do Norte uma maior assistência devidos aos problemas gerados pela seca. Com isto foi inaugurada, em 1882, uma estação de trem, o que veio consolidar Sobral como centro urbano e comercial.
Com a ascensão da economia do algodão, no século XX, a industrialização chega a Sobral, onde foi instalado uma indústria de beneficiamento do algodão (Companhia Industrial de Algodão e Óleo) e uma de tecelagem (Fábrica de Tecido Sobral).

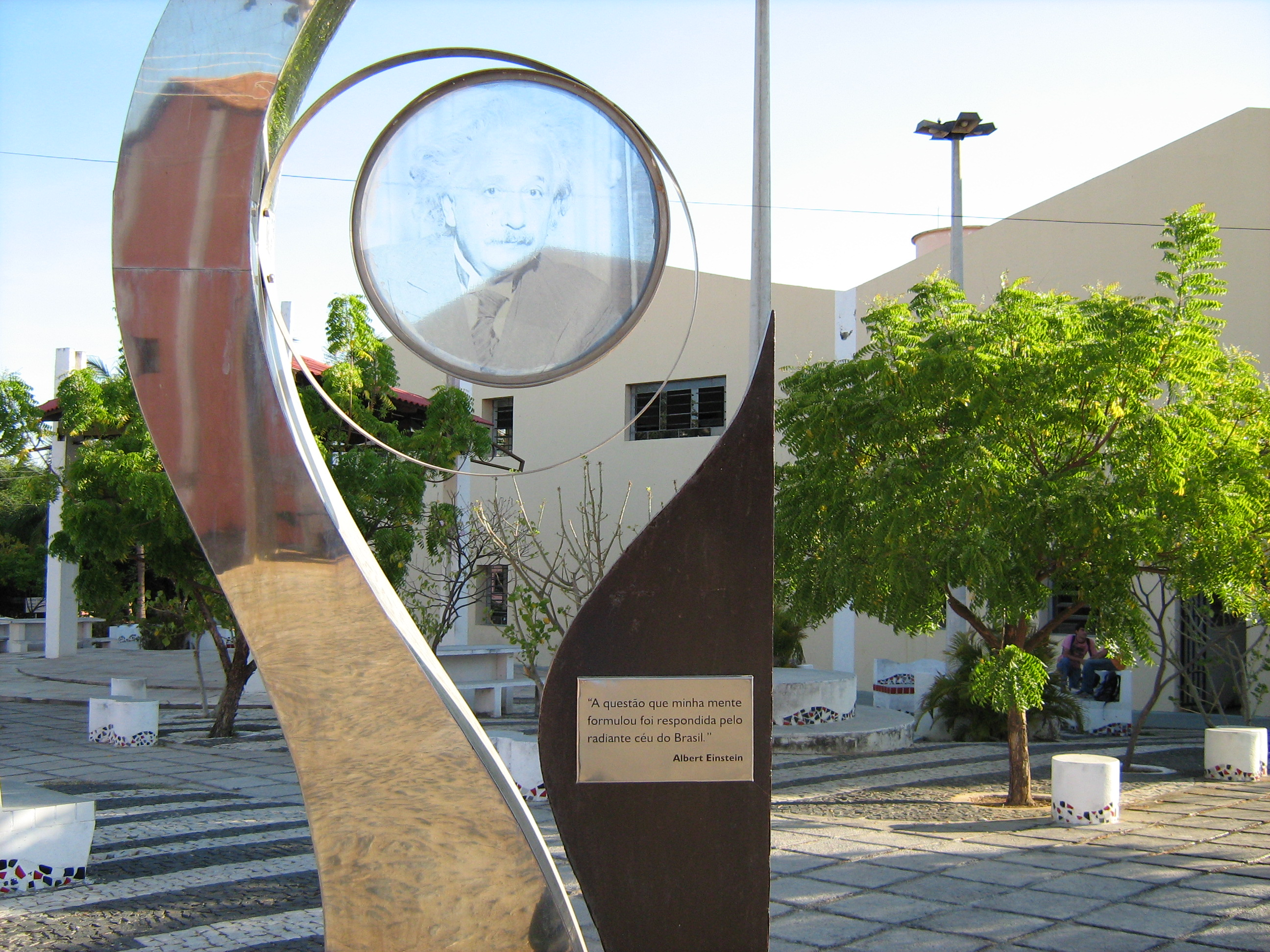
Monumento em Homenagem a Albert Einstein na UVA

Em 1919, Sobral, juntamente com a Ilha do Príncipe em São Tomé e Príncipe, foi palco de experimentos astronômicos liderados pelo cientista britânico Arthur Stanley Eddington durante o eclipse solar total de 29 de maio. A expedição foi dividida e deslocou-se para esses dois locais com o objetivo de testar as previsões feitas por Albert Einstein, com base na Teoria Geral da Relatividade, expostas em um artigo de 1915. Embora os experimentos de Eddington sejam amplamente divulgados como uma confirmação da teoria de Einstein, os dados obtidos durante a expedição continuam a ser alvo de controvérsia, principalmente no que diz respeito à interpretação feita por Eddington. Alega-se que houve uma manipulação seletiva dos dados, quando Eddington descartou as placas obtidas pelo único instrumento (a lente astrográfica do Observatório de Greenwich, usada em Sobral), cujos resultados favoreciam a previsão alternativa de curvatura da luz, de acordo com a teoria de Newton. Em vez disso, os dados obtidos de placas com qualidade inferior (devido à cobertura de nuvens) por Eddington em Príncipe e da lente de 4 polegadas utilizada em Sobral (também com um campo de visão reduzido) foram destacados como evidências de que a teoria de Einstein estava correta. Além disso, Eddington conduziu uma habilidosa, mas possivelmente manipuladora, campanha de relações públicas para convencer cientistas e o público de que seus dados, ainda que frágeis e questionáveis, representavam uma contribuição histórica para a ciência, com a derrubada do sistema newtoniano e sua substituição pela teoria de Einstein . Portanto, deve-se ter cautela ao afirmar que os resultados de Sobral comprovaram definitivamente a Teoria da Relatividade, pois a validade dos dados e das conclusões extraídas permanece um tema de debate científico.
Como lembrança desse evento, foi construído na praça da Igreja de Nossa Senhora do Patrocínio um monumento no campus CIDAO da UVA e, em 1999, um museu, chamado de Museu do Eclipse, que homenageia a cidade e os físicos e astrônomos que participaram da descoberta.
Em 1924, no território de Sobral foi inaugurado mais uma estação de trem (Jaibaras).
Na segunda metade do século XX, Sobral consolidou a Princesa do Norte como potência regional devido a ligação desta a Capital da Terra da Luz, via os caminhos de ferro. Em 1950, a Estrada de Ferro de Itapipoca alcançou Sobral, e mais uma estação de trem é construída nas terras sobralenses, estação Humberto Monte.
Em 2019, a cidade de Sobral celebrou o Centenário do Eclipse que contribuiu para a confirmação da Teoria da Relatividade de Albert Einstein. Na ocasião, foi lançado o selo e o carimbo comemorativo do Centenário do Eclipse, emitido pela Empresa Brasileira de Correios e Telégrafos. Ao todo, foram emitidos 240 mil selos que circularam pelo Brasil e pelo mundo divulgando o acontecimento.

## Região Metropolitana de Sobral
A proposta, que havia sido apresentada em 2011 pelo deputado Professor Teodoro (PSD), visa criar um agrupamento de 18 municípios que devem ser integrados por organização, planejamento e execução de funções públicas de interesse comum. Pela proposta, seriam incluídos os municípios de Alcântaras, Cariré, Coreaú, Forquilha, Frecheirinha, Graça, Groaíras, Massapê, Meruoca, Moraújo, Mucambo, Pacujá, Pires Ferreira, Reriutaba, Santana do Acaraú, Senador Sá, Sobral e Varjota. O objetivo é integrar a organização, o planejamento e a execução de funções públicas das cidades. A Assembleia Legislativa já aprovou a lei de criação da Região Metropolitana de Sobral (Zona Norte). O autor da atual proposta é o deputado estadual Ivo Gomes, também prefeito eleito pelo PDT desse município. No ano de 2017 foi oficializada como nova região metropolitana do norte do estado.

## Geografia

### Hidrografia e recursos hídricos
As principais fontes de água fazem parte das bacia dos rios Acaraú e do Litoral, sendo os principais afluentes destes os riachos Carioca, Madeira, do Mendes, Papoco, Riachão e Santa Luzia e outros tantos. Existem diversos açudes que abastecem tanto a sede como distritos do município. Os açudes inseridos na bacia do Acaraú são: Mocambinho, Sobral (Cachoeira), Arrebita e Jaibaras sendo este o de maior porte. Já na bacia do Litoral encontram os açudes: Patos, na divisa com o município de Irauçuba, Açude Santo Antônio do Aracatiaçu e Santa Maria do Aracatiaçu. No norte de Sobral, na divisa com o município de Miraíma, encontra-se o Açude São Pedro Timbaúba.
Completando o sistema hídrico do município existem duas grandes adutoras: Pau D'Arco e Forquilha, e diversos poços tabulares,
Distâncias entre Sobral e algumas capitais brasileiras:
- 231 km - Fortaleza
- 361 km - Teresina
- 644 km - São Luís (Maranhão)
- 745 km -  Natal (Rio Grande do Norte)
- 1.017 km - Recife
- 1 280 km - Salvador
- 2.030 km -  Brasília
- 2 233 km - Goiânia
- 2.249 km - Vitória (Espírito Santo)
- 2 652 km -  Belo Horizonte
- 3.441 km - Porto Velho
- 4 113 km  - Porto Alegre

### Relevo e solos
As terras de Sobral fazem parte da Depressão Sertaneja. O relevo com formas suaves, tem como ápice o maciço residual granítico (serra da Meruoca) e uma planície aluvial (rio Acaraú). As principais elevações possuem altitudes entre 200 metros e 850 metros acima do nível do mar. Os solos da região são tipo bruno não cálcico, litólicos, planossolo, podzólico e aluvial.
Sobral é o município brasileiro que registra mais sismos no Brasil. Desde janeiro de 2008, mais de 600 tremores de terra foram registrados. O mais forte ocorreu no dia 25 de maio de 2008 por volta das 16h25. Esse tremor foi de intensidade 4,3 na Escala Richter.

### Vegetação
A caatinga arbustiva aberta é predominante, porém existem também núcleos com mata seca (floresta subcaducifólia tropical pluvial), mata úmida (floresta subperenifólia tropical plúvio-nebular) e mata ciliar (floresta mista dicótilo-palmácea).
A vegetação predominante é a típica do semiárido, mais especificamente floresta caducifólia espinhosa. Em determinados pontos, existem matas de transição. Ao longo das margens dos rios existe a chamada mata de galeria, vegetação original caracterizada pela umidade em contraste com regiões adjacentes mais secas.
Na área urbana a vegetação se resume às praças e parques, sendo a principal área verde, o Parque Ecológico Lagoa da Fazenda e o Parque da Cidade, uma área voltada para o adensamento de bosques. É também uma área voltada para o lazer, tendo alguns equipamentos como pista de skate, espaço para cooper e anfiteatro.
A Floresta Nacional de Sobral é uma das mais importantes unidades de conservação da caatinga e é administrada pelo Instituto Chico Mendes de Conservação da Biodiversidade (ICMBio).

### Clima
O município possui clima semiárido, com períodos chuvosos e secos e pluviosidade de aproximadamente 890 milímetros (mm) anuais, concentrados entre janeiro e maio. As temperaturas variam conforme a época do ano e local, com mínimas de 21 °C até máximas de 39 °C. As médias térmicas mensais, no entanto, giram entre 26 °C e 28 °C. Segundo dados do Instituto Nacional de Meteorologia (INMET), desde 1931 a menor temperatura registrada em Sobral foi de 15,2 °C em 16 de julho de 1964 e a maior atingiu 40 °C em 20 de outubro de 2018. O maior acumulado de precipitação (chuva) em 24 horas alcançou de 147,9 mm em 28 de abril de 1994, seguido por 127,2 mm em 5 de abril de 1963 e 102,4 mm em 9 de fevereiro de 1945.
| Dados climatológicos para Sobral                                                               | Dados climatológicos para Sobral | Dados climatológicos para Sobral | Dados climatológicos para Sobral | Dados climatológicos para Sobral | Dados climatológicos para Sobral | Dados climatológicos para Sobral | Dados climatológicos para Sobral | Dados climatológicos para Sobral | Dados climatológicos para Sobral | Dados climatológicos para Sobral | Dados climatológicos para Sobral | Dados climatológicos para Sobral | Dados climatológicos para Sobral |
| Mês                                                                                            | Jan                              | Fev                              | Mar                              | Abr                              | Mai                              | Jun                              | Jul                              | Ago                              | Set                              | Out                              | Nov                              | Dez                              | Ano                              |
| ---------------------------------------------------------------------------------------------- | -------------------------------- | -------------------------------- | -------------------------------- | -------------------------------- | -------------------------------- | -------------------------------- | -------------------------------- | -------------------------------- | -------------------------------- | -------------------------------- | -------------------------------- | -------------------------------- | -------------------------------- |
| Temperatura máxima recorde (°C)                                                                | 39,4                             | 39,3                             | 39,6                             | 37,6                             | 37,6                             | 38,4                             | 39,4                             | 38,7                             | 39,8                             | 40                               | 39,7                             | 39,5                             | 40                               |
| Temperatura máxima média (°C)                                                                  | 34,2                             | 32,7                             | 32,1                             | 31,4                             | 32,2                             | 33,1                             | 34,2                             | 35,8                             | 36,7                             | 36,9                             | 36,7                             | 36,2                             | 34,4                             |
| Temperatura média compensada (°C)                                                              | 27,5                             | 26,7                             | 26,3                             | 26                               | 26,2                             | 26,3                             | 26,8                             | 27,5                             | 28,1                             | 28,3                             | 28,4                             | 28,5                             | 27,2                             |
| Temperatura mínima média (°C)                                                                  | 22,9                             | 22,7                             | 22,6                             | 22,6                             | 22,1                             | 21,1                             | 20,9                             | 21,1                             | 21,9                             | 22,4                             | 22,5                             | 22,9                             | 22,1                             |
| Temperatura mínima recorde (°C)                                                                | 18                               | 17,4                             | 18,4                             | 18,6                             | 18                               | 16                               | 15,2                             | 16,5                             | 18                               | 17,6                             | 17,4                             | 18,2                             | 15,2                             |
| Precipitação (mm)                                                                              | 123,7                            | 161,8                            | 220,1                            | 206,3                            | 93,2                             | 30,1                             | 17,4                             | 3,9                              | 0,4                              | 2                                | 5,5                              | 23,2                             | 887,6                            |
| Dias com precipitação                                                                          | 9                                | 12                               | 17                               | 15                               | 9                                | 4                                | 2                                | 1                                | 0                                | 0                                | 0                                | 2                                | 71                               |
| Umidade relativa compensada (%)                                                                | 70,5                             | 78,9                             | 83                               | 84,8                             | 80,2                             | 72                               | 67,7                             | 58,5                             | 57,8                             | 56,3                             | 57,3                             | 64,5                             | 69,3                             |
| Insolação (h)                                                                                  | 194,2                            | 174,2                            | 184,1                            | 181,7                            | 219,3                            | 226,1                            | 250,6                            | 289,4                            | 284,1                            | 290                              | 259,4                            | 246                              | 2 799,1                          |
| Fonte: INMET (normal climatológica de 1991-2020; recordes de temperatura: 01/01/1931-presente) |                                  |                                  |                                  |                                  |                                  |                                  |                                  |                                  |                                  |                                  |                                  |                                  |                                  |

## Geologia

### Recursos minerais
No distrito de São José do Torto ocorrem minérios de ferro de alto teor (56 a 67% de ferro) constituídos exclusivamente de hematita como blocos maciços coluvionares, e na forma de diques nos calcários da Formação Frecheirinha e nos quartzitos da Formação Coreaú, ambas do Grupo Ubajara. A origem do minério está associada a manifestações hidrotermais Granito Mucambo, que remobilizou o ferro existente nas ardósias da Formação Caiçaras e o reconcentrou tanto nesta formação geológica quanto em fraturas da região.

## Demografia
População total: 203 682
- Urbana: 166 310
- Rural: 21 923
  - Homens: 91 462
  - Mulheres: 96 771

Densidade demográfica: 95,04 hab./km² 
Taxa de alfabetização:
| População residente alfabetizada - Rural  | 14 654 pessoas  |
| População residente alfabetizada - Urbana | 133 319 pessoas |

Índice de Desenvolvimento Humano (IDH-M): 0,714
- IDH-M Renda: 0,647
- IDH-M Longevidade: 0,832
- IDH-M Educação: 0,675

Fonte: Ranking_IDH 2010
Dados socioeconômicos
- Produto interno bruto municipal: R$ R$ 4 000 000 000  (2017)[49]
- Renda per capita: R$ 18 638,44 (2016) [50]

Dados eleitorais
- Número de eleitores (2016): 131 393

#### Frota[52]
- Automóveis - 21 670
- Caminhões - 1 680
- Caminhonetes - 3 770
- Motonetas - 11 205
- Micro-ônibus - 253
- Motocicletas - 40 683
- Ônibus - 430

## Política

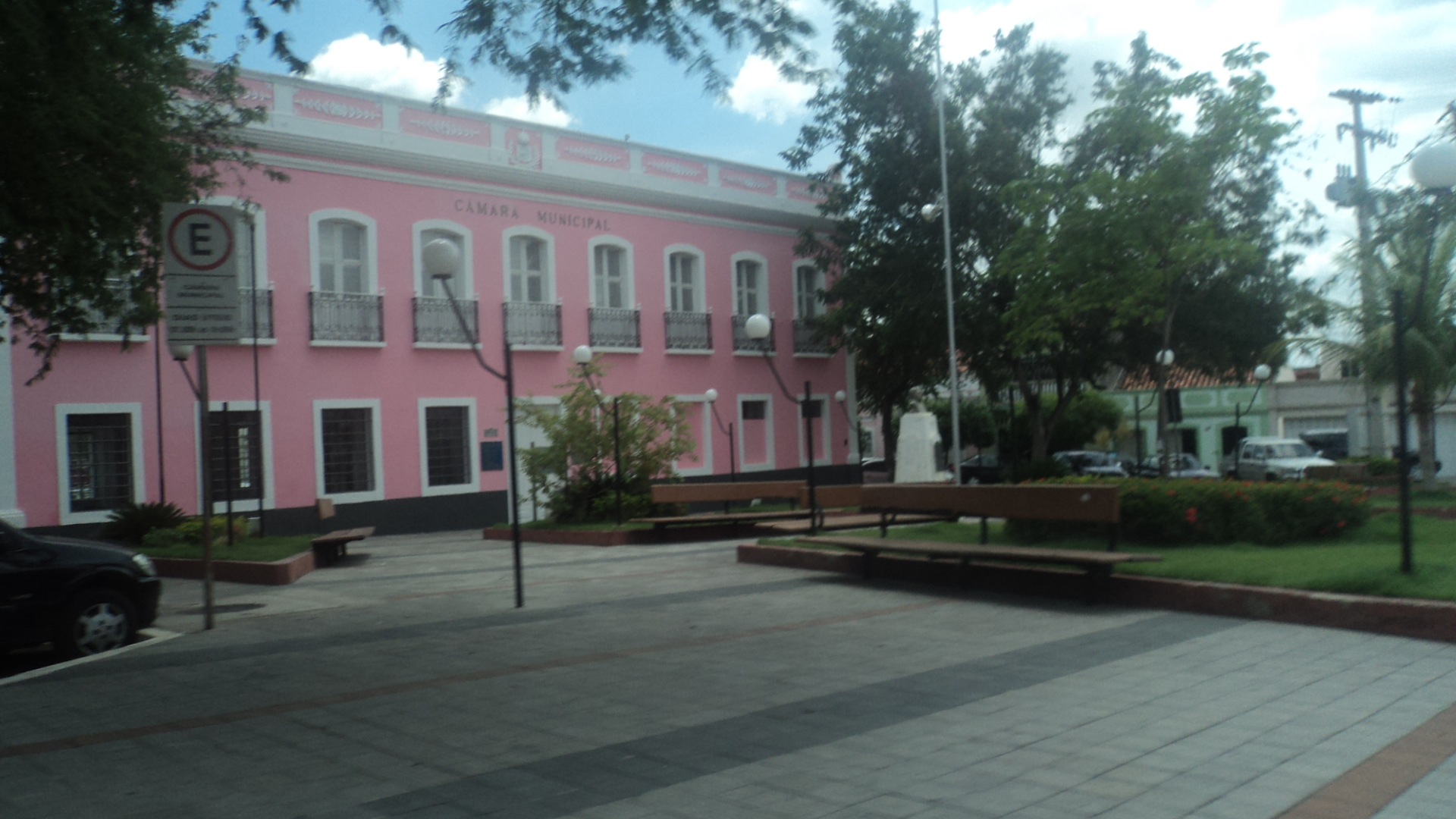
Palácio da Câmara Municipal de Sobral

A administração municipal localiza-se na sede: Sobral.
A administração municipal executiva de Sobral é exercida pelo prefeito Oscar Rodrigues (União Brasil). O Poder Legislativo é exercido por 24 vereadores que compõem a Câmara Municipal de Sobral, tendo como funções fiscalizar o executivo e discutir as leis no âmbito municipal.
O Poder Judiciário se faz presente na cidade com a Justiça Federal (uma vara e um juizado especial), Justiça Estadual (cinco varas e dois juizados especiais), Justiça do Trabalho (uma vara) e Justiça Eleitoral (duas zonas eleitorais).
Sobral possui, de acordo com dados de 2025 do TRE-CE, um colégio eleitoral de 148.780 eleitores, duas zonas eleitorais: a 24ª zona e a 121ª zona, com um total de 107 locais de votação com 541 seções eleitorais.

## Subdivisão

### Bairros

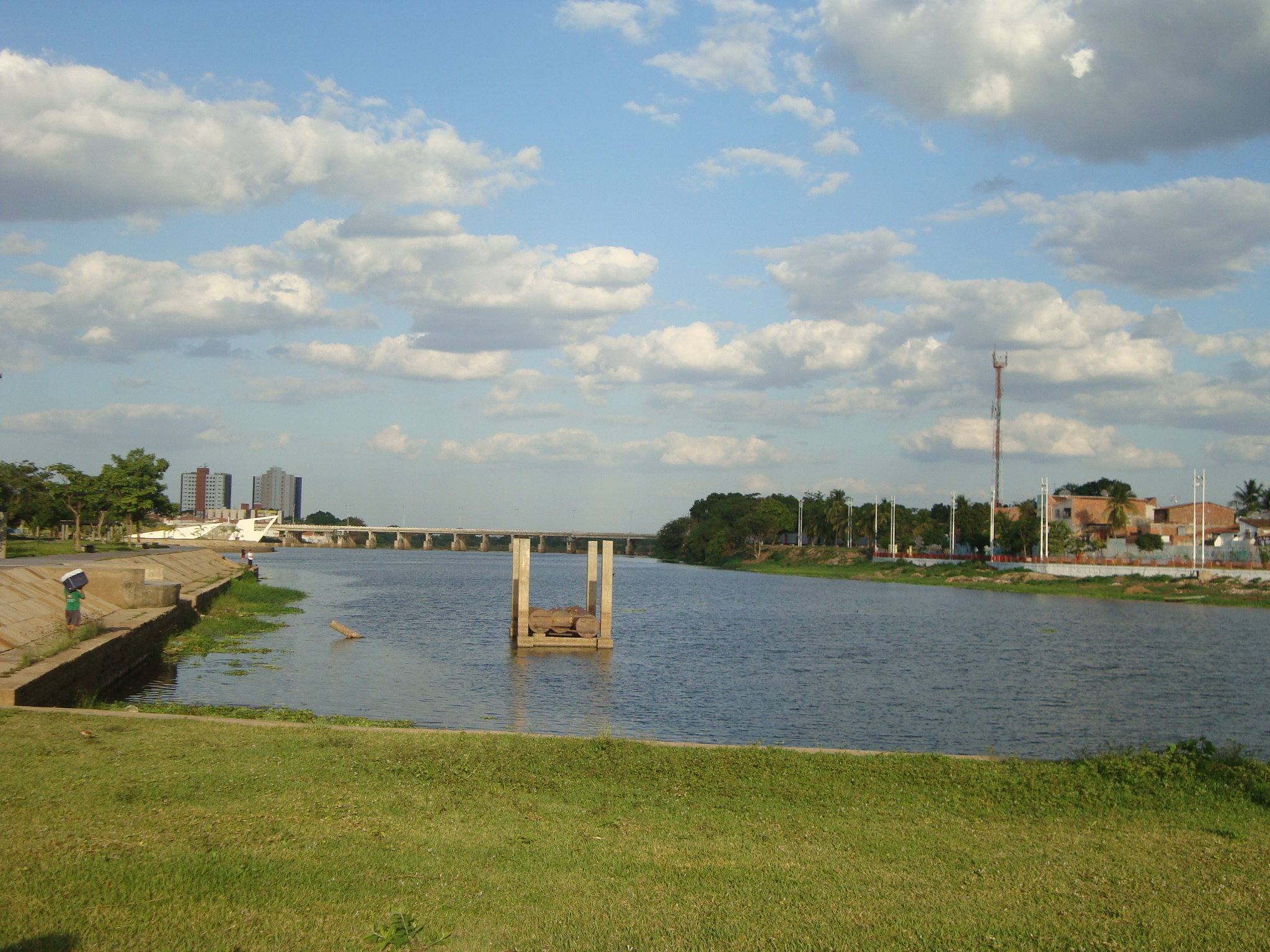
Bairro Dom Expedito à direita, Centro à esquerda e o bairro Pedrinhas ao fundo

Atualmente Sobral está dividida em 36 bairros. São eles:
01. Alto da Brasília;
02. Alto do Cristo;
03. Antônio Carlos Belchior;
04. Betânia;
05. Campo dos Velhos; ( Parque Alvorada)
06. Centro;
07. Cidade Dr. José Euclides Ferreira Gomes (Terrenos Novos);
08. Cidade Pedro Mendes Carneiro; (Cohab III)
09. Cohab I;
10. Cohab II;
11. Coração de Jesus;
12. Distrito Industrial;
13. Dom José (Alto Novo);
14. Dom Expedito (Feitosa);
15. Domingos Olímpio;
16. Expectativa;
17. Jatobá;
18. Jerônimo de Medeiros Prado;
19. Jocely Dantas de Andrade Torres
20. Junco;
21. Juvêncio de Andrade;
22. Novo Recanto,
23. Nova Caiçara;
24. Padre Ibiapina;
25. Padre Palhano;
26. Cidade Gerardo Cristino de Menezes
27. Parque Silvana;
28. Pedrinhas;
29. Edmundo Monte Coelho;
30. Nossa Senhora de Fátima;
31. Juazeiro;
32. Renato Parente;
33. Sinhá Sabóia;
34. Sumaré;
35. Várzea Grande;
36. Vila União;

### Divisão municipal
O município de Sobral é dividido em 17 distritos, incluindo a sede municipal.

## Hierarquia urbana
Sobral exerce forte influência sobre todo Norte do Ceará, e áreas do estados do Piauí, sendo um importante centro de compras e serviços regionais. De acordo com o IBGE a cidade de Sobral, subiu um nível na escala de influência e hierarquia nas cidades brasileiras e se tornou Capital Regional. Sobral agora faz parte do seleto grupo de 70 cidades em todo o Brasil que compõe a categoria "Capital Regional", com área de abrangência de 162 elementos. De todas as cidades do Estado, excetuando a capital, foi Sobral quem mais consolidou sua área de influência. Somente na cadeia direta, são 29 cidades que compõe a rede sobralense.

## Economia
O PIB de Sobral é R$ 5.395.130 (IBGE 2021) sendo a quarta economia do estado perdendo apenas para Fortaleza, Maracanaú e Caucaia, na região metropolitana. As principais indústrias são a Grendene que tem sua sede nacional em Sobral, a unidade do Grupo Votorantim, produtora de cimento, a Fábrica Coelho, terceira maior produtora de massas e biscoitos do Ceará, Refrigerantes Delrio, Alumínio Sobral, fábrica de utensílios domésticos, Rações Golfinho, especializada no processamento de caroço de algodão, entre outras.

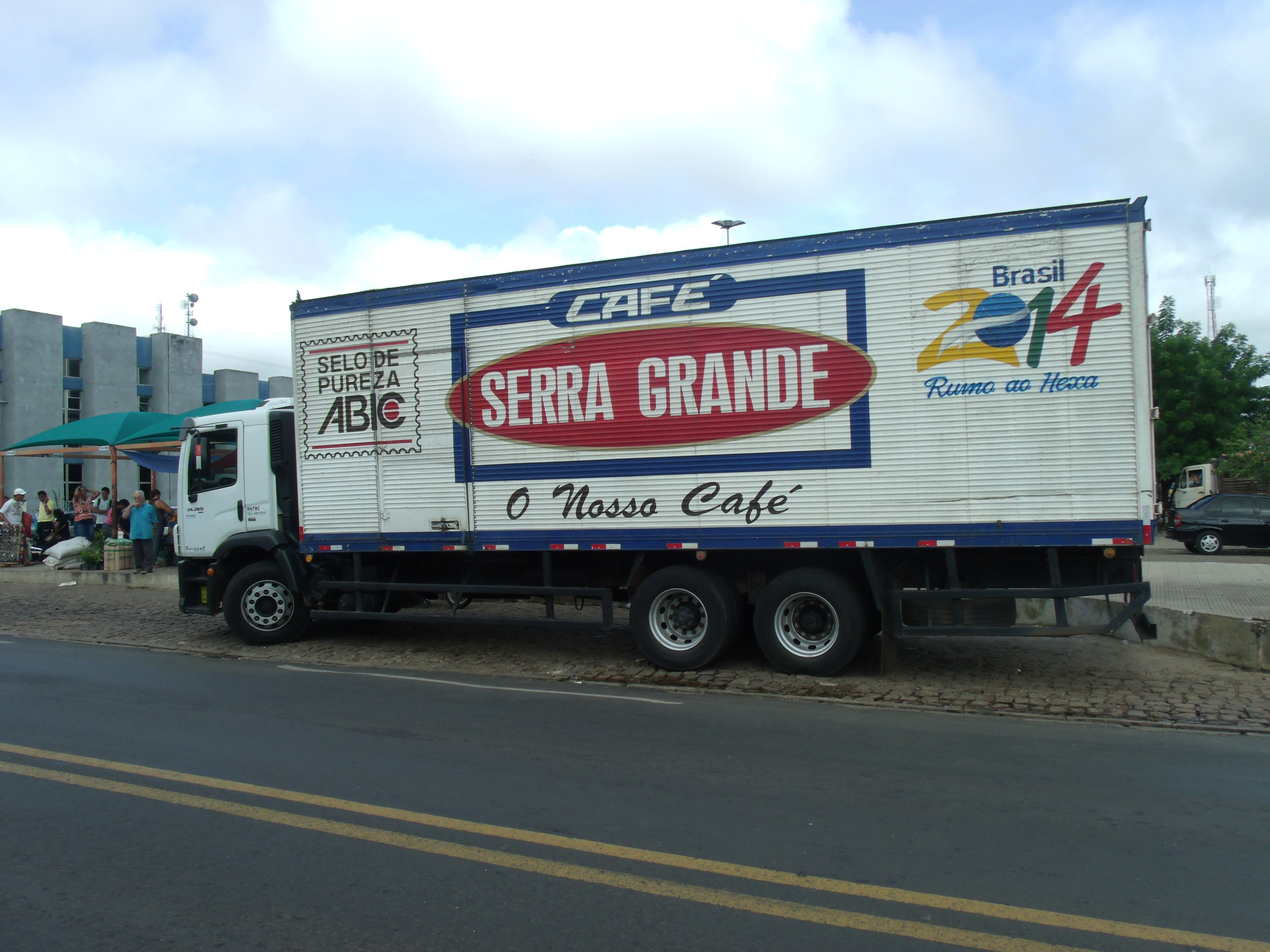
Caminhão do Café Serra Grande, uma indústria de Sobral

O setor primário é baseado na agricultura de feijão, milho, mandioca, algodão, banana, abacate, cana-de-açúcar e castanha de caju.; pecuária: bovino, ovino, caprino, suíno e avícola.
No polo industrial de Sobral situam-se 153 indústrias, destacando-se a fabricação de calçados, cosméticos, mineração, embalagens,  refrigerantes e cimento, além de serviços diversos de fundição.
O extrativismo vegetal também é uma da fontes de renda e destaca-se na  extração de madeiras diversas para uso como lenha, construção de cercas e fabricação de carvão vegetal. Bem como a atividade extrativa da oiticica e carnaúba.
A indústria do artesanato de redes, chapéus-de-palha e bordados também gera renda.
Na mineração, destacam-se em Sobral a extração de rochas ornamentais, rochas para cantaria, brita, minério de ferro e usos diversos na construção civil, sendo a extração do minério de ferro, no Distrito de São José do Torto, que tem a maior concentração de minério da região. A empresa responsável pela extração no distrito é a Globest, que começou a operar no lugar, desde março de 2009. Como no distrito há vários locais com ocorrências do minério de ferro, outra empresa, futuramente se instalará no região do distrito.
A atividade pesqueira concentra-se no rio Acaraú e nos açudes.

## Turismo

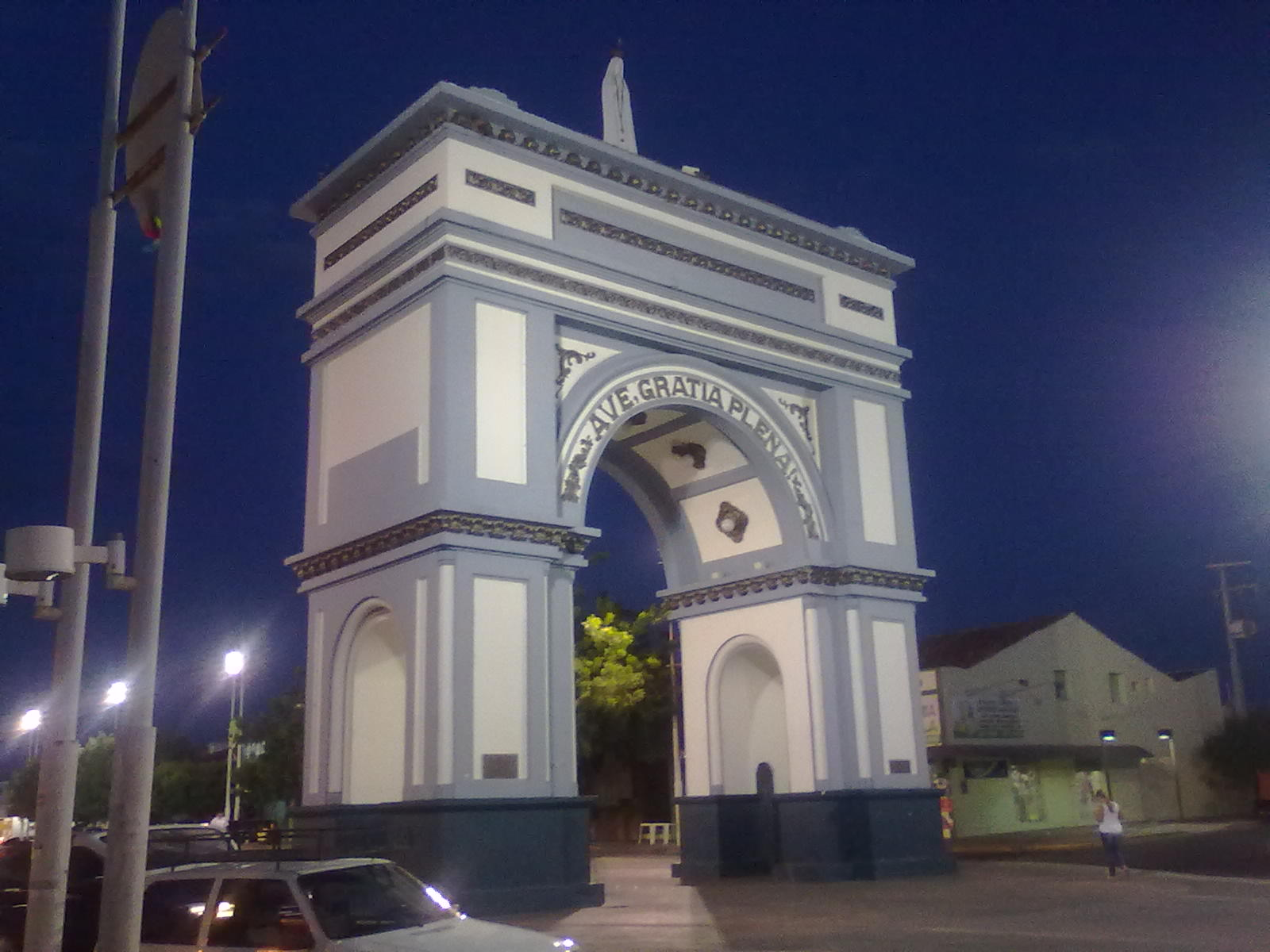
Arco de Nossa Senhora de Fátima em Sobral

O turismo também é uma das fontes de renda de Sobral, devido as belezas naturais, o centro histórico da sede do município, e também diversos museus. Destacam-se como principais pontos turísticos de Sobral:
- Açude Jaibaras ou Aires de Sousa
- Arco de Nossa Senhora de Fátima
- Beco do Cotovelo
- Cadeia Pública
- Casa da Cultura de Sobral (prédio construído em 1858)
- Colégio Sant'Ana (antigo sobrado do Senador Paula Pessoa)
- Cristo Redentor
- Estação Ferroviária
- Fonte do Pajé (termal)
- Igreja da Sé (1783, matriz de Nossa Senhora da Conceição)
- Serra da Meruoca, pois parte dela também é de Sobral
- Outras igrejas: Nossa Senhora do Patrocínio; dos Pretinhos de Nossa Senhora do Rosário (construída por escravos); Menino Deus (erguida por duas irmãs carmelitas no começo do século passado); Nossa Senhora das Dores; São José (do Sumaré); São Francisco; Santo Expedito (no Alto do Cristo) Igreja da Mãe Rainha (no antigo Morro do Urubu),Paróquia da Ressurreição, Paróquia de Fátima Capela de São José (no pé da serra da Meruoca).
- Museu Diocesano (rico em arte sacra) localizado no Antigo Palácio Episcopal
- Margem Esquerda (Centro) e Direita (Dom Expedito)
- Museu do Eclipse
- Museu MADI
- Parque da Lagoa da Fazenda
- Rio Acaraú
- Teatro São João (1880)
- Universidade Estadual Vale do Acaraú - UVA (antigo Seminário Diocesano São José)
- Casa do Capitão-Mor
- Centro de Turismo de Sobral
- Casarão dos Mont´Alverne

## Infraestrutura

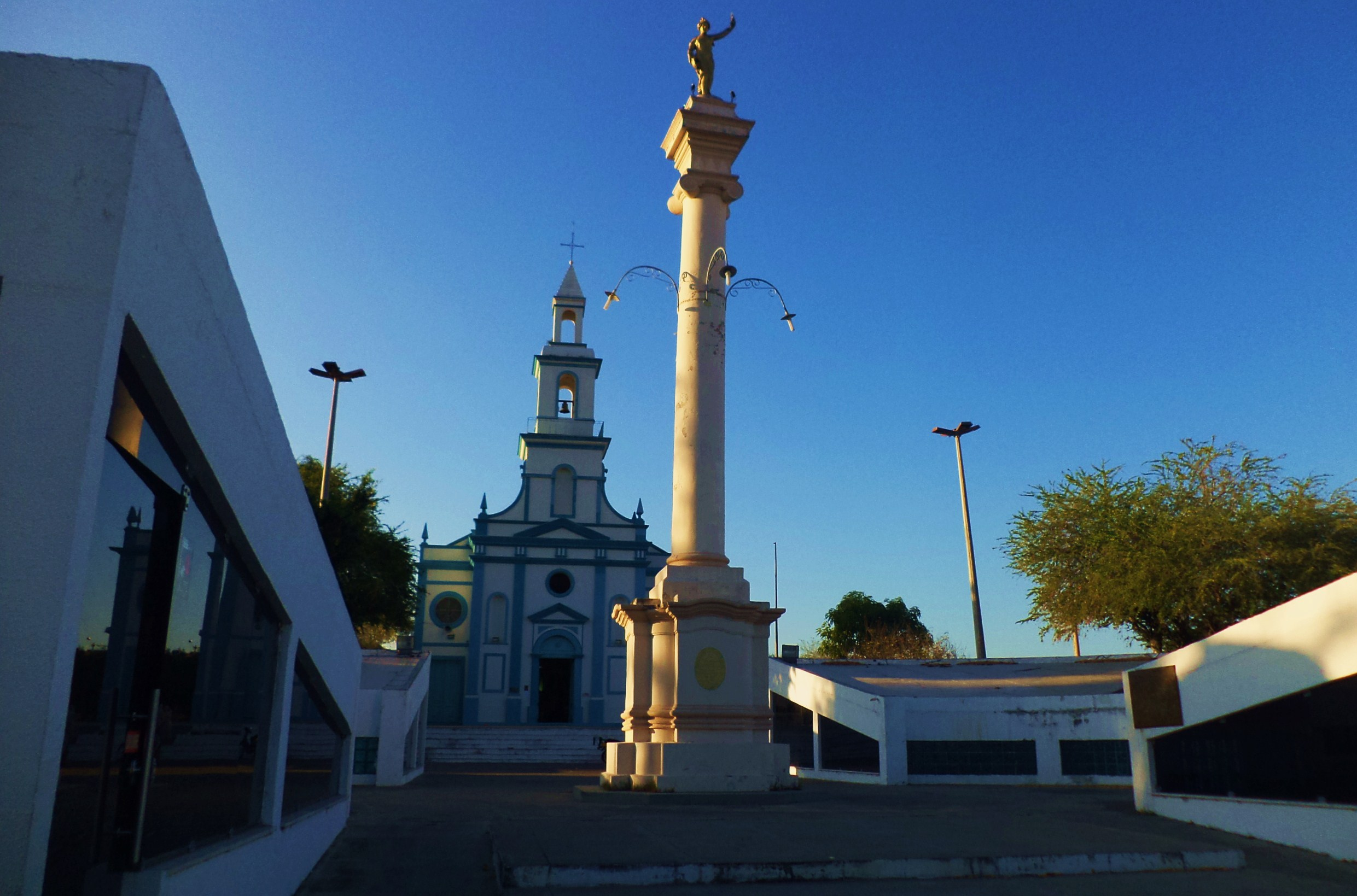
Praça do Patrocínio

A maior concentração populacional encontra-se na zona urbana. A sede do município dispõe de abastecimento de água, fornecimento de energia elétrica, serviço telefônico, agência de correios e telégrafos, serviço bancário, hospitais, hotéis e ensino de 1°, 2° graus e nível Universitário.
O Rio Acaraú marca a paisagem do município cortando o distrito sede ao meio. Em épocas de chuvas fortes as águas transbordam alagando os bairros vizinhos ao rio.

### Educação
Ensino básico
Na Educação Básica, conforme dados do Censo Educacional 2015, o município possui uma matrícula total de 33 939 alunos, sendo que 26 276 (77%) concentram-se na rede municipal de ensino. Da matrícula total do município, 28 312 constitui o ensino fundamental, sendo 21 933 a matrícula efetivada na rede municipal. É importante ressaltar que o município de Sobral, desde 2001, ampliou o ensino fundamental para nove anos. O atendimento às crianças de seis anos, portanto, está incluído na matrícula do ensino fundamental. De acordo com dados de 2011 do IPECE, Sobral possui um total de 105 escolas, sendo 47 escolas municipais, 25 escolas estaduais, 1 escola federal e 32 escolas particulares e também tem uma taxa de alfabetização de 94,90% que faz do município um dos mais alfabetizados do nordeste e do Brasil.
O município de Sobral apresentava, em 2015, um Índice de Desenvolvimento da Educação Básica (Ideb) de 8,8, figurando como o município com o melhor índice do Ceará e da Região Nordeste, e em primeiro lugar entre todos os municípios brasileiros.
Bibliotecas
- Biblioteca Municipal Lustosa da Costa[63]

#### Educação superior
Sobral conta com um dos maiores polos universitários do Estado do Ceará e oferta educação à municipalidade e às cidades circunvizinhas. A rede educacional é composta pelas principais seguintes instituições de ensino superior:
- Universidade Federal do Ceará (UFC): oferta os cursos de graduação em Ciências Econômicas, Engenharia da Computação, Engenharia Elétrica, Finanças, Medicina, Música, Odontologia e Psicologia[64];
- Universidade Estadual Vale do Acaraú (UVA): a reitoria está localizada em Sobral e oferta os cursos de graduação em Administração, Ciências Biológicas, Ciências Contábeis, Ciências da Computação, Ciências Sociais, Direito, Educação Física, Enfermagem, Engenharia Civil, Filosofia, Física, Geografia, História, Letras, Matemática, Pedagogia, Química, Zootecnia e Construção de Edifícios;
- Instituto Federal do Ceará (IFCE): oferta os cursos de graduação em Agronomia, Engenharia de Controle e Automação, Física, Matemática, Tecnologia em Alimentos, Tecnologia em Irrigação e Drenagem, Tecnologia em Mecatrônica Industrial e Tecnologia em Saneamento Ambiental;
- Faculdade Luciano Feijão (FLF): oferta os cursos de Administração, Arquitetura e Urbanismo, Direito, Enfermagem, Engenharia Civil, Odontologia e Psicologia;
- Centro Universitário Inta (UNINTA): oferta 20 cursos de graduação, mais especificamente em Administração, Arquitetura e Urbanismo, Direito, Engenharia Civil, Engenharia de Produção, Gastronomia, Jornalismo, Medicina, Medicina Veterinária, Psicologia, Psicopedagogia, Biomedicina, Educação Física, Enfermagem, Farmácia, Fisioterapia, Fonoaudiologia, Nutrição, Odontologia e Terapia Ocupacional;

### Saúde

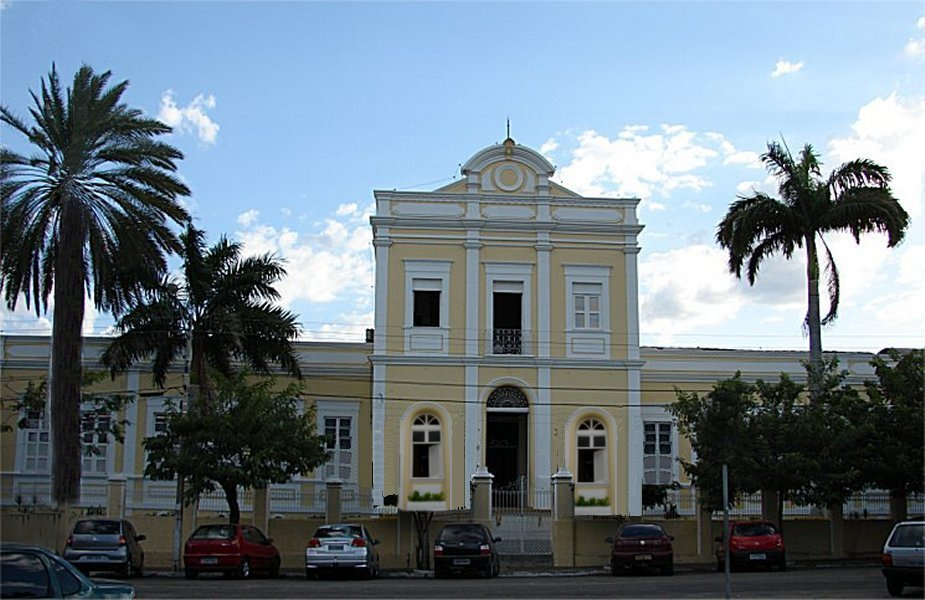
Fachada da Santa Casa de Misericórdia de Sobral

Um dos maiores livros médicos sobre parto já escrito no mundo foi de um sobralense. O livro foi escrito em francês e publicado em Paris com o nome de Traité d'accouchement (Tratado do parto) em 1874 e foi adotado pelas escolas de Medicina de Montpellier, na França, e Liège, na Bélgica. O autor dessa obra foi o médico formado em Londres (Inglaterra), Vicente Cândido Figueiredo, barão e visconde de Saboia, que devido sua contribuição para o ensino médio no mundo e no Brasil foi nomeado catedrático de Clínica cirúrgica da Faculdade de Medicina do Rio de Janeiro em 1871.
Sobral tem hoje dez grandes hospitais, sendo eles: Santa Casa de Misericórdia de Sobral, Hospital do Coração, Hospital Dr. Tomaz Corrêa Aragão (Unidade Mista), Hospital Dr. Estevão Ponte Ltda., Hospital Unimed, Hospital Regional de Sobral, Policlínica de Sobral, Hospital Dom Walfrido, Centro de Especialidades Médicas de Sobral (CEM) e o Centro de Especialidades Odontológicas de Sobral (CEO). Além desses hospitais, a cidade conta com mais de 50 clinicas especializadas. De acordo com informações de 2012 do IPECE Sobral possui um total de 86 unidades de saúde, contando com os hospitais, clinicas e centros de saúde, e também conta com um total de 1608 profissionais da saúde contando com médicos, dentistas, enfermeiros e agentes de saúde.
- A Santa Casa de Misericórdia de Sobral é um hospital pertencente a irmandade das Santa Casa de Misericórdia e é administrada pela diocese de Sobral. Foi inaugurada no dia 29 de maio de 1925. É uma sociedade civil, sem fins lucrativos, beneficente, filantrópica e de assistência social, portadora do Certificado de Entidade de Fins Filantrópicos e reconhecida de Utilidade Pública Federal, Estadual e Municipal. Sua abrangência demográfica cobre a demanda de 75 municípios, com cerca de 1 750 000 habitantes sendo um Centro de Referência em saúde para toda a região. Tem atualmente 411 leitos e faz uma média anual de mais de 22 mil internações, sendo hoje o maior hospital do interior do estado do Ceará. A Santa Casa de Misericórdia de Sobral, sucessora da Sociedade Beneficente da Santa Casa de Misericórdia de Sobral, mantém as seguintes instituições: dois hospitais denominados Santa Casa de Misericórdia de Sobral e Hospital do Coração de Sobral, Abrigo Sagrado Coração de Jesus, Unidade de Fisioterapia Dom José, Laboratório de Análises Clínicas Fernando Mendes, Instituto Radiodiagnóstico de Sobral, Clínica Odontológica Dr. Raimundo Lima Neto, Albergues para Renais Crônicos e para pacientes em tratamento Quimioterápico e Hotel Visconde.[65]
- O Hospital Regional Norte, inaugurado em 18 de janeiro de 2013.
- A Policlínica de Sobral, localizada no bairro Conjunto Santo Antônio, foi inaugurada no dia 4 de julho de 2012.
- O Hospital do Coração de Sobral, foi inaugurado em 1996 e se tornou uma referência no atendimento de problemas cardíacos do estado do Ceará e recebe pacientes de 61 cidades do Ceará e de estados vizinhos como Piauí e Maranhão. O hospital tem equipamentos que permitem fazer diversos tipos de exames, que são ofertados apenas em Sobral e na capital do estado, Fortaleza. Segundo a direção do hospital, o ambulatório da unidade atende por mês seis mil pacientes e três mil na emergência. Os servidores da unidade também realizam 30 cirurgias de grande porte mensais. Os equipamentos do hospital podem identificar artérias entupidas e fazer o tratamento durante o exame, também tem um ultrassom que permite mostrar artérias do coração com precisão, dentre outros aparelhos para o diagnóstico e tratamento de doenças cardíacas. O Hospital do Coração de Sobral é filantrópico e recebe recursos do SUS e de convênios. Em 2012 ele foi reformado, aumentando o número de leitos.[66]
- Hospital Dr Tomaz Corrêa Aragão também conhecido como Unidade mista de Saúde, fica localizada no Bairro Cohab I, e foi inaugurada no dia 5 de julho de 1994, pelo governador Ciro Ferreira Gomes, mesmo dia da inauguração do Colégio CERE (CIRÃO).
- Hospital Dom Walfrido[67]
- Centro de Especialidades Médicas de Sobral (CEM).[68]
- Centro de Especialidades Odontológicas de Sobral (CEO).[69]

### Segurança e criminalidade
Sobral conta com uma das mais bem aparelhadas guardas civis do Brasil,  estruturada com moto patrulhamento, rondas nas escolas e Central de Comunicação de longa distância. O Secretário de Segurança e Cidadania de Sobral, Pedro Aurélio Ferreira Aragão, afirma que Sobral possui 11 câmeras de videomonitoramento 24 horas por dia com sistema digital, com diversas câmeras de vigilância espalhadas em locais estratégicos da cidade, onde são ligadas diretamente a uma central de operações da Guarda Municipal e CIOPS (Célula Integrada de Operações Públicas de Segurança) e 11 agentes de trânsito para ordenar o fluxo de veículos, tornando a cidade mais segura.
Há ainda a Guarda Mirim, um projeto social da Prefeitura de Sobral, que visa a formação moral e cívica dos jovens de 14 a 18 anos com destaque aos jovens de família com menor poder aquisitivo. Mesmo assim há uma grande carência de segurança nos distritos de Sobral, sendo um exemplo, que nos distritos de Aprazível, São José do Torto e Rafael Arruda, há apenas uma dupla da Policia Militar, equipada apenas com uma viatura, para atender todas ocorrências, nesses três distritos, mesmo sendo um pouco distante de cada um.

### Transportes
A partir de Fortaleza o acesso ao município, pode ser feito por via terrestre através da rodovia Fortaleza/Sobral (BR-222) ou por via aérea com pouso no Aeroporto de Sobral. As demais vilas, lugarejos, sítios e fazendas são acessíveis (com franco acesso durante todo o ano) através de estradas estaduais, asfaltadas ou carroçáveis.

#### Ônibus coletivo
Sobral os ônibus atendem com as linhas 201, 202 e 203 os bairros Centro, Campo dos Velhos, Junco, Vila União, Cidade Dr. José Euclides e Cohab III contando com 6 ônibus, a linha 303, atendendo os bairros do Centro, Sumaré e Padre Palhano, com 3 ônibus e a linha circular 1 que passa pelos bairros do Centro, Dom Expedito, Sinhá Saboia, Cohab I e II, e que dispõe de 5 ônibus. Todas as linhas de ônibus são operadas por empresas privadas, sob a supervisão da Coordenação de Serviços e Equipamentos Urbanos.

#### Táxi e Mototáxi
Atualmente Sobral conta com 634 mototaxistas legalizados, sem contar os ilegais, e quem faz o controle do Sistema é a Secretaria do Planejamento e Desenvolvimento Urbano e Meio Ambiente - SPLAM, através da Coordenação de Serviços e Equipamentos Urbanos. As motocicletas devem ser trocadas a cada 4 anos e devem ser de 125 cc até 200 cc. Anualmente, a SPLAM distribui de forma gratuita aos mototaxistas os coletes, crachás e adesivação das motocicletas.
Hoje Sobral conta com um sistema completo de táxi e quem faz o controle do Sistema é a Secretaria do Planejamento e Desenvolvimento Urbano e Meio Ambiente - SPLAM, através da Coordenação de Serviços e Equipamentos Urbanos.

#### Veículo Leve sobre Trilhos (VLT)
O VLT de Sobral é um sistema de transporte público em formato de VLT (Veículo Leve sobre Trilhos), movido a diesel, que corta as ruas da cidade. O sistema é operado pela Companhia Cearense de Transportes Metropolitanos, uma empresa de economia mista com controle majoritário do Governo do Estado do Ceará. Fundada em 2 de maio de 1997, a empresa é responsável pela administração, construção e planejamento metroviário no estado do Ceará.
Suas obras tiveram início em março de 2011 e foram concluídas em 2014, iniciando as operações em fase de testes no mesmo ano. Em 28 de dezembro de 2016 o serviço entrou em operação comercial.
As 12 estações que compõe o sistema estão distribuídas ao longo de 13,9 quilômetros de trilhos que percorrem a cidade, de forma que que se possa atender parte dos bairros mais populosos de Sobral. O VLT conta com duas linhas que se integram por meio da estação Campo dos Velhos, possibilitando que os usuários efetuem transbordo e se desloquem em direção a qualquer lado da cidade.
A primeira linha, chamada de Linha Sul, percorre 7,2 quilômetros realizando a ligação entre os bairros COHAB II, no sudeste da cidade, ao bairro Sumaré, no sudoeste de Sobral, margeando o Centro, atendendo diversos elementos geradores e atratores de viagens por meio de seis estações: Cohab II, Dom Expedito, Campo dos Velhos, Boulevard do Arco, Dom José e Sumaré.
A segunda, chamada de Linha Norte, parte da estação Novo Recanto, no nordeste de Sobral, e segue até o Bairro Cohab III, no noroeste. A linha possuí 6,7 quilômetros de extensão, passando por sete estações: Novo Recanto, Grendene, Alto da Brasília, Campo dos Velhos (comum as duas linhas), Junco, José Euclides e Cohab III.
As tarifas do sistema estão fixadas em R$ 1,00 inteira e R$ 0,50 meia.

#### Aéreo
A cidade, juntamente com sua região metropolitana, é atendida pelo Aeroporto Luciano de Arruda Coelho, também conhecido como Aeroporto Regional de Sobral. Inaugurado no dia 1º de abril de 2022, o aeroporto, localizado em área a 13 quilômetros da zona urbana da cidade, substituiu o antigo Aeródromo Público de Sobral, que devido a sua localização dentro da área urbana do município não tinha mais possibilidades de expansão.
Instalado numa área de 180 hectares, o Aeroporto Regional de Sobral conta com pista de pouso e decolagem de 1.800m de extensão por 30m de largura, possuindo capacidade para receber aeronaves de porte médio. O equipamento também possui estacionamento, pátio de aeronaves, pistas de taxiamento, balizamento noturno e um Terminal de Passageiros, com área construída de 2 mil m². Para o conforto de profissionais e passageiros, o terminal dispõe de salas de espera, embarque e desembarque, administração, balcões de check-in, controle de voo, além de banheiros e espaço para quiosques e lanchonete.
Com a inauguração do novo equipamento, o antigo Aeródromo Público de Sobral iniciou um processo de desativação. Para isso, foi necessário um período de adaptação e de transição. Com a entrada em operação do novo aeroporto, a área do antigo aeródromo começou a integrada à malha urbana de Sobral. Nesse sentido, o Governo do Ceará e a Prefeitura de Sobral elaboraram um plano de reutilização dos 17,3 hectares. O objetivo é colaborar na promoção da integração do espaço do aeroporto antigo à cidade, através de uma ocupação ordenada.

### Comunicações
Sobral possui apenas dois canais de televisão, aTV Jangadeiro Norte, pertencente ao Sistema Jangadeiro de Comunicação e que opera no canal 39 UHF digital (48.1 virtual). É afiliada à SBT e a TV Metrópole Sobral canal 46.1 e é afiliada ao Canal Educação. Em 2014 Sobral foi palco do debate entre os candidatos a governador do Ceará, Camilo Santana e Eunício Oliveira, transmitido pela antiga NordesTV, tornando-se a primeira cidade do interior do estado a transmitir um debate entre candidatos a nível estadual.
Existem em Sobral diversas emissoras de rádio, entre elas se destacam: Rádio Educadora do Nordeste, Jangadeiro FM, Rádio Verdes Mares, Plus FM, Paraíso FM, Rádio Regional, Tupinambá FM, Rádio ECOA e outras.

## Lazer
A sede do município, a cidade Sobral, foi considerado pela revista especializada em turismo da Editora RMC de São Paulo como uma das melhores cidades do Brasil quanto a qualidade de vida, acima do padrão da maioria das cidades cearenses. Essa qualidade de vida é demostrada no baixo índice de violência, alto nível cultural representado pelos seus inúmeros espaços (Museus, Bibliotecas, Teatros), além de seus locais para lazer e prática de esportes como:
Parque da Cidade
Inaugurado em 4 de julho de 2004, consiste em um parque ambiental para a requalificação do trecho do riacho Pajeú, compreendido entre a avenida do Contorno e a avenida José Euclides Ferreira Gomes. Construído numa área de aproximadamente 70 mil metros quadrados, integra áreas importantes como os bairros do Junco, Colina e Campos dos Velhos.
O parque conta com área de esportes radicais denominada Skate Park, local criado pela prefeitura para o desenvolvimento desse esporte, sua inauguração contou com o show do grupo de rock Charlie Brown Jr., que por si só já virou um grupo marcado pela prática de skate. Através do skate jovens de Sobral trocam a criminalidade pela prática de esportes. Em 2007 Sobral sediou o Campeonato Brasileiro de Skate Profissional, contando com a participação dos maiores skatistas do Brasil.
Além desse equipamento, o complexo conta ainda com um anfiteatro, cinco playgrounds, oito estacionamentos com aproximadamente vinte vagas cada um, 414 bancos, 29 mesas de xadrez, 22 mesas de piquenique, 19 quiosques, 1.800m de pista de cooper, um campo polivalente para esportes e três quadras de vôlei de areia.
A intenção principal deste projeto é viabilizar a manutenção do riacho Pajeú, como mais uma ação de preservação da Lagoa da Fazenda que se encontra no meio da cidade.
Parque de Bicicross
No Parque de Bicicross é possível a prática de manobras durante uma corrida em uma pista cheia de obstáculos com uso de bicicletas modificadas já para este esporte. A construção deste parque foi uma iniciativa da prefeitura.
Margem Esquerda
Inaugurada em maio de 2004, a margem esquerda do rio mostra que a tecnologia é capaz de gerar harmonia entre o moderno e o rústico da área tombada do município. Espaço para caminhadas, quadras de esportes, campo de futebol, campo para prática de beisebol, e anfiteatro tornaram o local um dos principais pontos de diversão dos sobralenses. Além de ter uma visão espetacular da Igreja da Sé, Igreja das Dores e do Rio Acaraú que corta a cidade em duas partes.
Shopping Sobral
Inaugurado em 3 de maio de 2013, possui cerca de 150 lojas e 5 salas de cinema, em área bruta locável de 18 244,41 m².
Margem Direita
Com um show de Raimundo Fagner, a Prefeitura de Sobral inaugurou, no dia 26 de janeiro de 2012, as obras de urbanização da Margem Direita do Rio Acaraú. Foram entregues pelo prefeito Clodoveu Arruda o Largo da Igreja de São Pedro, pavimentação e passeios no entorno da Igreja, iluminação estilizada nas áreas urbanizadas, além de internalização das fiações aéreas no bairro. Tudo isso deu ao espaço um aspecto para Margem Direita do Acaraú a exemplo do que já acontece na Esquerda, que tem modernos projetos arquitetônicos e de paisagismo, a exemplo do Museu Madi.
As obras da Margem Direita também garantem uma estrutura de serviços, como drenagem e esgotamento sanitário, implantação de ciclovias, calçadões, arborização, espaços de lazer, ancoradouro para canoas e barcos e via paisagística para veículos na extensão da margem, nos percursos entre a ponte Othon de Alencar e a Rua Itália com a Dom Expedito, que foram complementadas com vias de passeio e áreas paisagísticas. As obras, que beneficiam uma extensão de 800 metros, visam atender toda a população sobralense, priorizando os moradores da Margem do Acaraú
Lagoa da Fazenda
Por muitos anos, a Lagoa permaneceu sendo ponto de lazer dos habitantes de Sobral, que vinham se beneficiar da amena aragem do lugar e contemplar os perfumados aguapés. Entre 1987 e 1990, foram iniciadas obras de recuperação, saneamento e urbanização da Lagoa, transformada em Parque Ecológico inaugurado em outubro de 1993.
O Parque, que ocupa uma área de 19,2 hectares, possui: o Ginásio Poliesportivo Plínio Pompeu de Magalhães, administrado pela UVA, com capacidade para 2 mil pessoas, um bosque, área de lazer com restaurantes, play-ground, pista de cooper, quadra de esporte aberta e espelho d'água natural da Lagoa da Fazenda.

## Cultura

### Museus, Teatros e espaços culturais

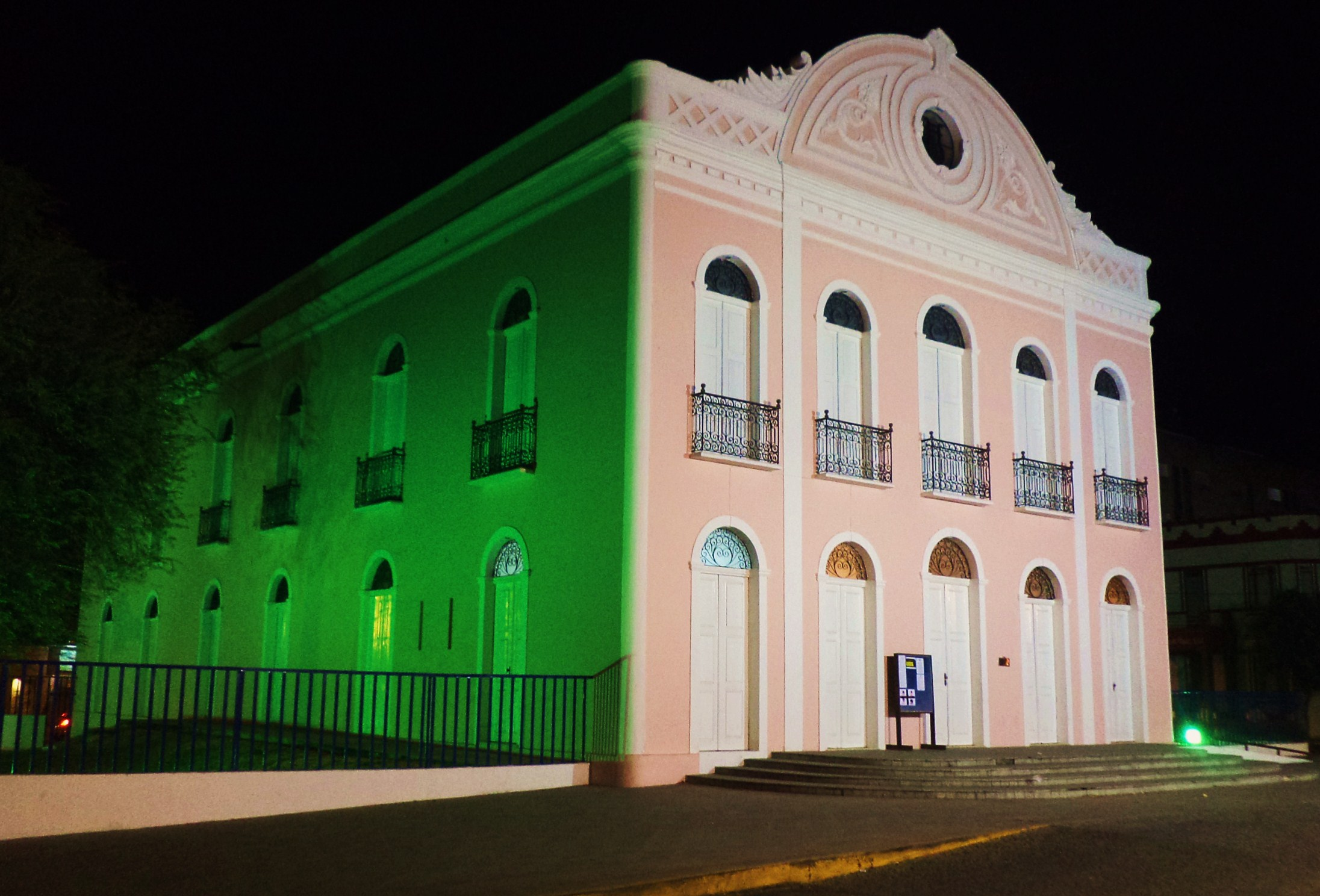
Teatro São João

O Teatro São João, é a principal instituição cultural de Sobral. Em maio de 1875, a União Sobralense solicitou à Câmara Municipal de Sobral licença para a construção do Teatro São João, com planta de João José da Veiga Braga, seguindo o estilo do teatro tradicional com dois níveis superiores de camarotes, piso em madeira e cadeiras revestidas em couro, matéria-prima característica da região. Seu estilo de construção demonstra como a sociedade sobralense acompanhava os padrões europeus, pois logo que se iniciou a construção de teatros do tipo italiano, com plateia em ferradura, esta arquitetura foi implantada em Sobral.

Sua inauguração ocorreu em 26 de setembro de 1880, com a comédia-drama "A Honra de um Taverneiro", de Correia Vasquez, em três atos, seguida da comédia Meia Hora de Cinismo, de José Joaquim da França Júnior, ambas apresentadas por artistas amadores sobralenses. 

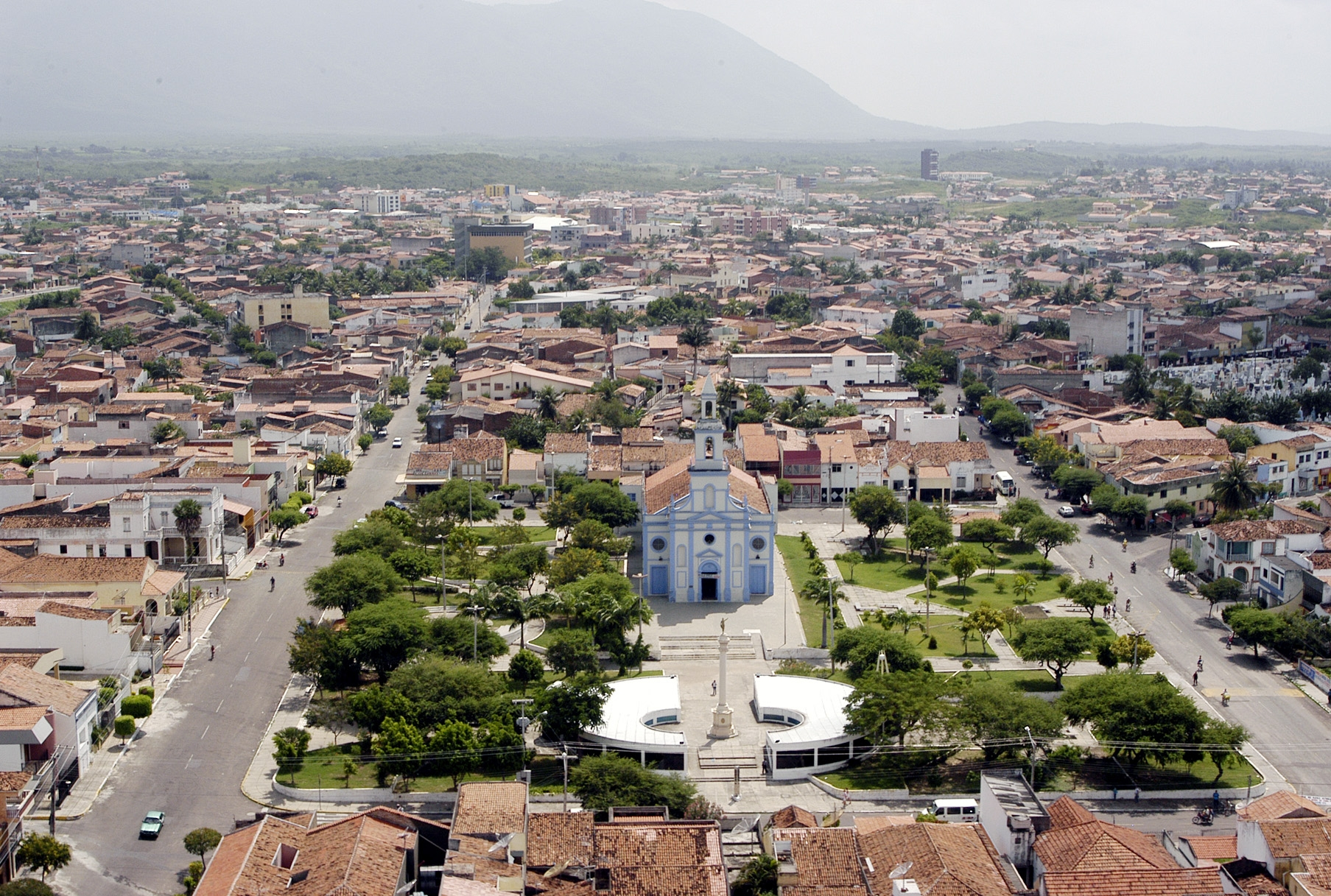
Vista aérea da Igreja do Patrocínio e Museu do Eclipse

No ano de 2004 o teatro foi restaurado e inaugurado no dia 29 de dezembro do mesmo ano pelo ministro da Cultura Gilberto Gil. Na solenidade estiveram presentes, além de Gil, o ministro da Infraestrutura Ciro Gomes, vários deputados estaduais e federais, o ex-prefeito de Sobral e ex-governador do estado Cid Gomes, o secretário de Cultura Clodoveu Arruda, os demais secretários municipais, e sobretudo milhares de populares que prestigiaram este evento de tamanha significância para a população sobralense.
O teatro é tombado pelo Instituto do Patrimônio Histórico e Artístico Nacional (IPHAN).
A cidade de Sobral possui três museus: Museu do Eclipse, criado em 1999 para fomentar a ciência e celebrar o fato de a Teoria da Relatividade ter sido confirmado naquele lugar da cidade; o Museu Diocesano de Sobral, um dos mais importantes do Ceará por abrigar vasta coleção de objetos da cultura e da sociedade dessa região do estado; e o Museu Madi, o mais recente, com obras de artistas plásticos modernos e contemporâneos.

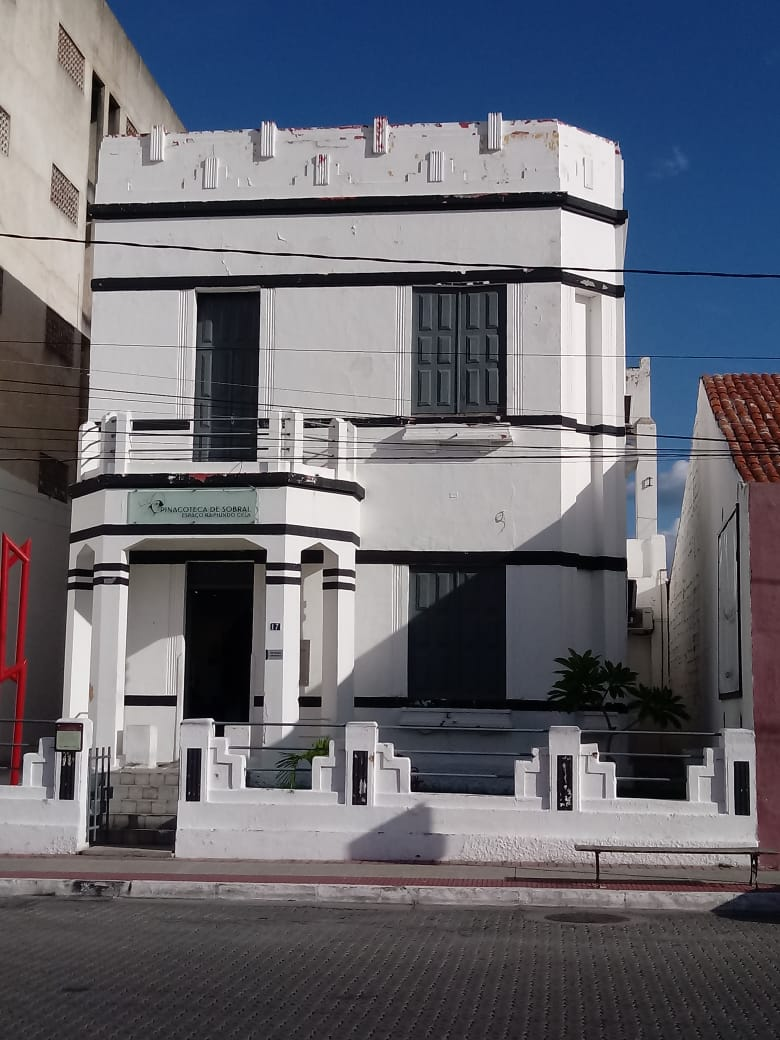
Vista da frontaria do palacete Chagas Barreto, seda da Pinacoteca de Sobral

Já a Pinacoteca de Sobral foi inaugurada em 22 de dezembro de 2016, contando com peças de autores regionais, brasileiros e internacionais. Entre seu acervos tem esculturas dos Irmãos Bernadelli (Rodolfo Bernardelli e Henrique Bernardelli) e do escultor francês, Rodin.

### Outras atrações culturais
- A Academia Sobralense de Estudos e Letras é outra importante instituição cultural que congrega intelectuais das diversas áreas da cultura humana desde 1922, ano de sua fundação, sendo a segunda mais antiga do Ceará.[81]
- A Casa da Cultura é o principal espaço de artistas de Sobral e da região, dotada de uma dinâmica infraestrutura e moderno acervo de arte e cultura, a Casa da Cultura de Sobral sobressai dentre os demais projetos já implantados na cidade, pelo seu papel de revitalizadora do patrimônio histórico-cultural. Nela constam uma biblioteca virtual, oficinas de arte e sala de cinema. Nascida sobre os escombros do tradicional solar dos Figueiredo, a Casa da Cultura de Sobral serve como símbolo do nascimento de uma nova consciência cultural sobralense, dando aos artistas um espaço digno e a oportunidade de novas pessoas ingressarem na vida artística. A Casa da Cultura é outro espaço de fomento das artes e cultura da cidade objetivando a revitalização do patrimônio histórico-cultural. Nela constam uma biblioteca virtual, oficinas de arte e sala de cinema. O prédio que abriga a Casa de Cultura era o antigo solar dos Figueiredo.
- A Biblioteca Municipal Lustosa da Costa.[82]

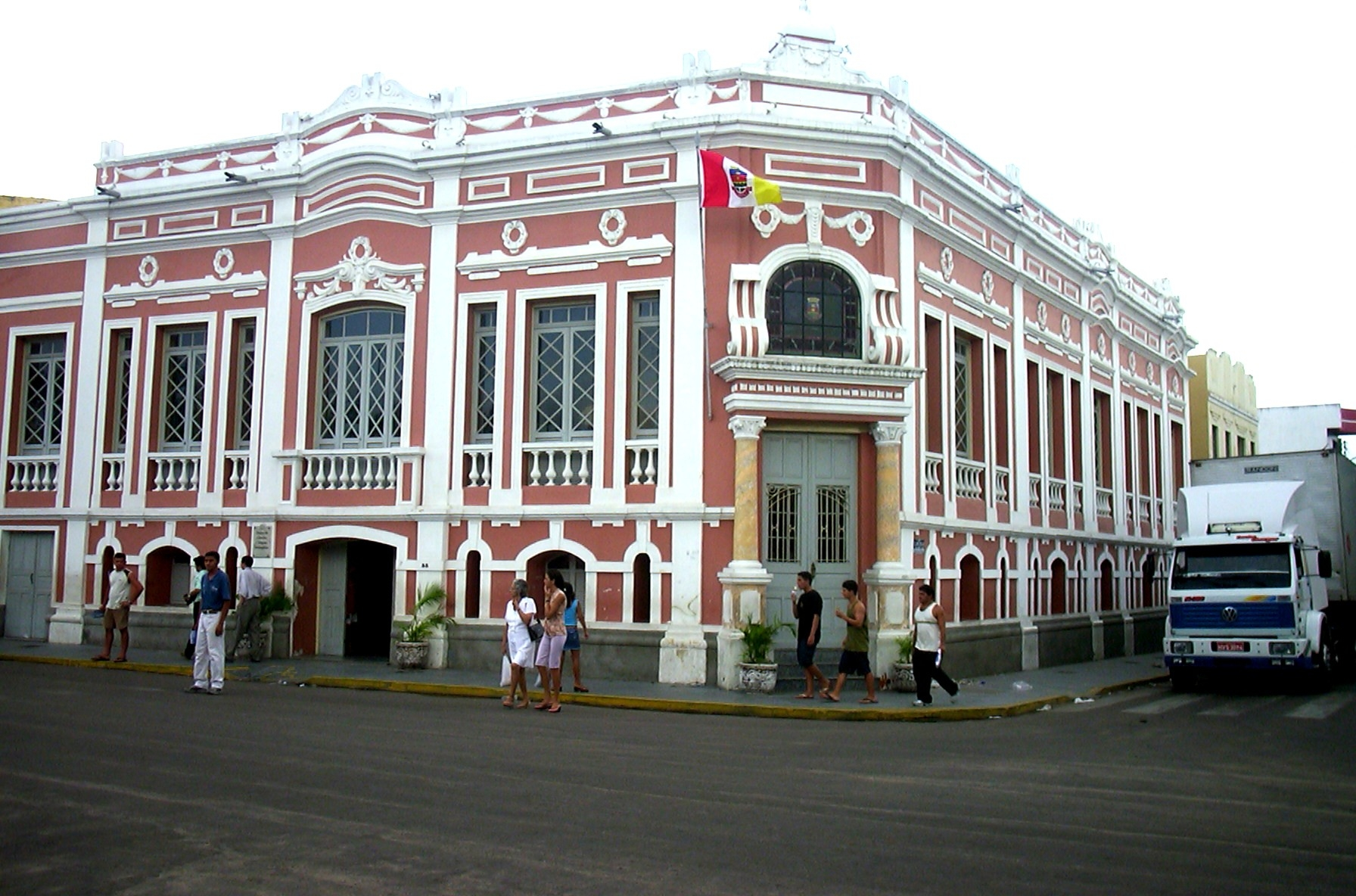
Vista do Palácio de Ciências e Línguas Estrangeiras

- O Palácio de Ciências e Línguas Estrangeiras surgiu da reforma feita no prédio do antigo "Palace Club" que por iniciativa da prefeitura foi transformado em instituição educacional e cultural. No dia 28 de janeiro de 2000 foi inaugurado o Palácio de Ciências e Línguas Estrangeiras. Conta também com uma biblioteca, espaço destinado à leitura independente, além de empréstimos de livros didáticos das áreas de línguas estrangeiras (inglês e espanhol), informática e ciências.[83]
- O Centro de Convenções Inácio Gomes Parente é o principal espaço de festas e eventos de Sobral.[84]

### Eventos
Os principais eventos culturais de Sobral são:
- Festa da Padroeira: Nossa Senhora da Conceição(8 de dezembro)
- Festa de São Francisco(Outubro)
- Carnabral
- Renascer (Comunidade Católica Shalom)
- Ressuscitou (Comunidade Católica Shalom)
- Rejubilar (Comunidade Católica Rainha da Paz)
- Vem Louvar (Comunidade Católica Rainha da Paz)
- Semana da Umbanda
- Semana da Consciência Negra
- Semana do Bebê
- Semana da Criança
- Semana da Diversidade
- Semana da Pessoa com Deficiência
- COPA RLBB de Basquete
- Colóquio Ruralidades, Juventudes e Etnias:Tessituras Afetivas, Narrativas e Território de Saberes
- Cavalgada de São José do Torto, a maior do Ceará e a segunda maior do Brasil de acordo com o RankBrasil.
- Exposição Agropecuária Exponorte
- Fenaiva
- FAMS - Festival de Animes e Mangás Sobralense
- FIA - Fans In Action
- Festival de Quadrilhas
- Exposição de Moda Sobral
- Aniversário da Cidade
- Exposição de Carros
- Shows e Apresentações Públicas
- Festival de Cinema Nacional promovido pela Casa da Cultura
- Festival de Teatro
- Chegada do Papai Noel
- Desfile de Escolas de Samba do Carnaval de Sobral
- Desfile do Bloco dos Sujos (Parada LGBT)
- Calouradas do Derby Club
- Seminário de Iniciação Científica - Faculdade Luciano Feijão
- Semanas Acadêmicas - IES/Cursos
- Mostra de Ciência e Tecnologia UVA/Centec/UFC/Prefeitura Municipal de Sobral
- 1º de Maio dia do trabalhador Sindicato dos Calçadistas
- Encontro Sobralense de Estudos Jurídicos

### Festas tradicionais
- Encontro de Bois e Reisado[85]
- Carnaval
- Semana Santa
- Encontro do Repente e do Forró
- Festival de Quadrilhas
- Comemoração do aniversário da cidade de Sobral
- Fenaiva - Feira de Negócios Artesanais e Industriais do Vale do Acaraú
- Exposição Agropecuária
- Paradas do 7 de Setembro
- Carnabral
- Espetáculo do Natal
- Réveillon

## Esporte

### Times esportivos

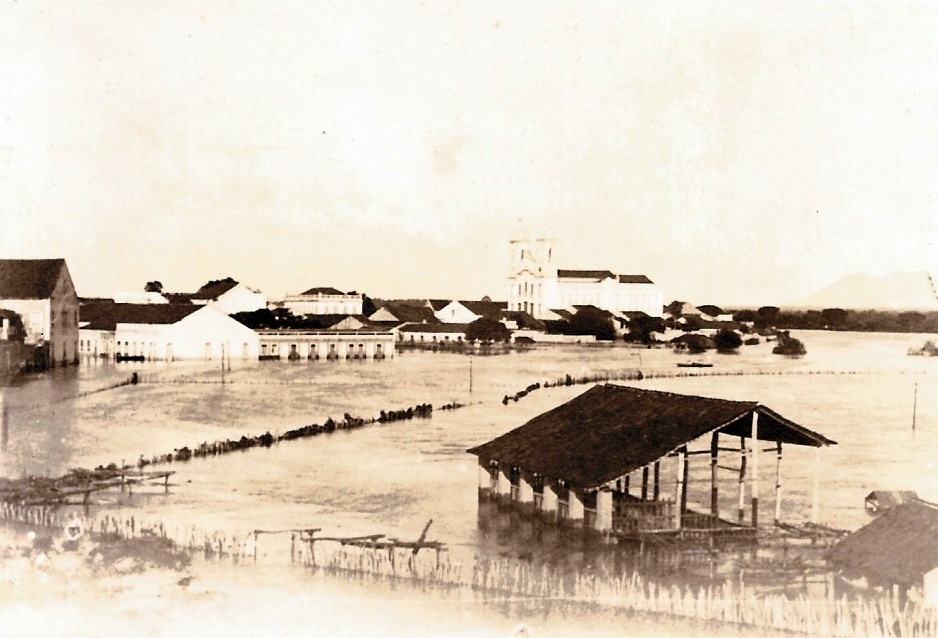
Plateia do Derby alagada pela cheia de 1917 do Rio Acaraú no local onde funcionou desde a inauguração até 1955

- Guarany Sporting Club - Agremiação Esportiva que representa a cidade de Sobral no campeonato cearense de futebol. Foi fundado em 2 de julho de 1938, só que em alguns anos  deixou de existir. A equipe foi refundada no ano de 1974 por grupo de jovens que atuavam no time, amador, dos Anjos. Alguns dos integrantes eram Sebastião Albuquerque, Chagas Neto (Tindim,) Maximino Barreto, Decy Vasconcelos, Valdenir Coelho, entre outros. Seu uniforme é camisa com listras horizontais vermelhas e pretas, calção branco e meias listradas de vermelho e preto. Seu mascote é o Cacique do Vale. O Guarany de Sobral é o primeiro clube cearense a conquistar um título de uma competição nacional. O Guarany de Sobral foi presidido por muitos anos pelo Sr. Luiz Melo Torquato, famoso dirigente e dono do Café do Luiz Torquato, que fica localizado no Beco do Cotovelo.
- Sobral Esporte Clube- É um time da cidade de Sobral (Ceará) e foi fundado no dia 26 de maio de 2010. A equipe estreou em 2011 na 3ª divisão do Campeonato Cearense. Suas cores são Vermelho, amarelo e branco, que são as cores oficiais da bandeira do município. Este realiza suas partidas no Estádio do Junco.
- RLBB Basketball - É uma equipe de basquete de base criada em outubro de 2017 e que representa Sobral em competições a nível estadual e nacional. A equipe possui atletas entre 12 e 17 anos no naipe masculino e feminino. O maior evento realizado pelo clube é a COPA RLBB que acontece em março e outubro de cada ano, trazendo inúmeras equipes de todo o estado para participar.

### Locais para atividades esportivas
- Derby Clube Sobralense - clube de hipismo e atividades sociais da cidade fundado em 1871 sendo um dos clubes mais antigos do Nordeste do Brasil.[86]
- Estádio Plácido Aderaldo Castelo - Conhecido como Estádio do Junco ou Juncão, devido se localizar no bairro que leva o mesmo nome. Possui capacidade para 15 mil torcedores, e foi reformado na administração do então prefeito e atual governador do estado do Ceará, Camilo Santana.
- Ginásio Esportivo Dr. Plínio Pompeu- com capacidade para 8 mil torcedores, construído pela administração do ex-governador Ciro Gomes, em 1992.
- Parque de Bicecross - No Parque de Bicecross é possível a prática de manobras durante uma corrida em uma pista cheia de obstáculos com uso de bicicletas modificadas já para este esporte. A construção deste parque foi uma iniciativa da prefeitura.
- Skate Park do Parque da Cidade  - Local criado pela prefeitura para o desenvolvimento desse esporte, sua inauguração contou com o show do grupo de rock Charlie Brown Jr., que por si só já virou um grupo marcado pela prática de skate. Através do Skate jovens de Sobral trocam a criminalidade pela prática de esportes. Em 2007 Sobral sediou o Campeonato Brasileiro de Skate Profissional, contando com a participação dos maiores skatistas do Brasil.
- Mini Estádio Manoel Felix Ribeiro Filho(Rochão) - Situado no Distrito de Caracará, o mini estádio foi inaugurado pelo atual prefeito da cidade Clodoveu Arruda, o mini estádio é usado para a prática de atividades físicas e principalmente para servir a comunidade.
- Espelho d'água - Localizado na margem esquerda do rio Acaraú o Espelho d'água é um dos locais mais visitados da cidade por conta dos seus morros que são usados como "grandes escorregadores" pela população, não só por isso mas também porque é lá que fica um arco com o nome "Sobral" para que os visitantes saibam que estão na cidade. No local há duas quadras, um campo de futebol e vários equipamentos usados para a diversão das crianças.
- Vila Olímpica Ministro Ciro Gomes.
- Areninhas de Futebol - Espalhadas por toda a cidade, as areninhas de futebol são espaços dedicados a práticas esportivas e recreativas.

## Paróquias e igrejas

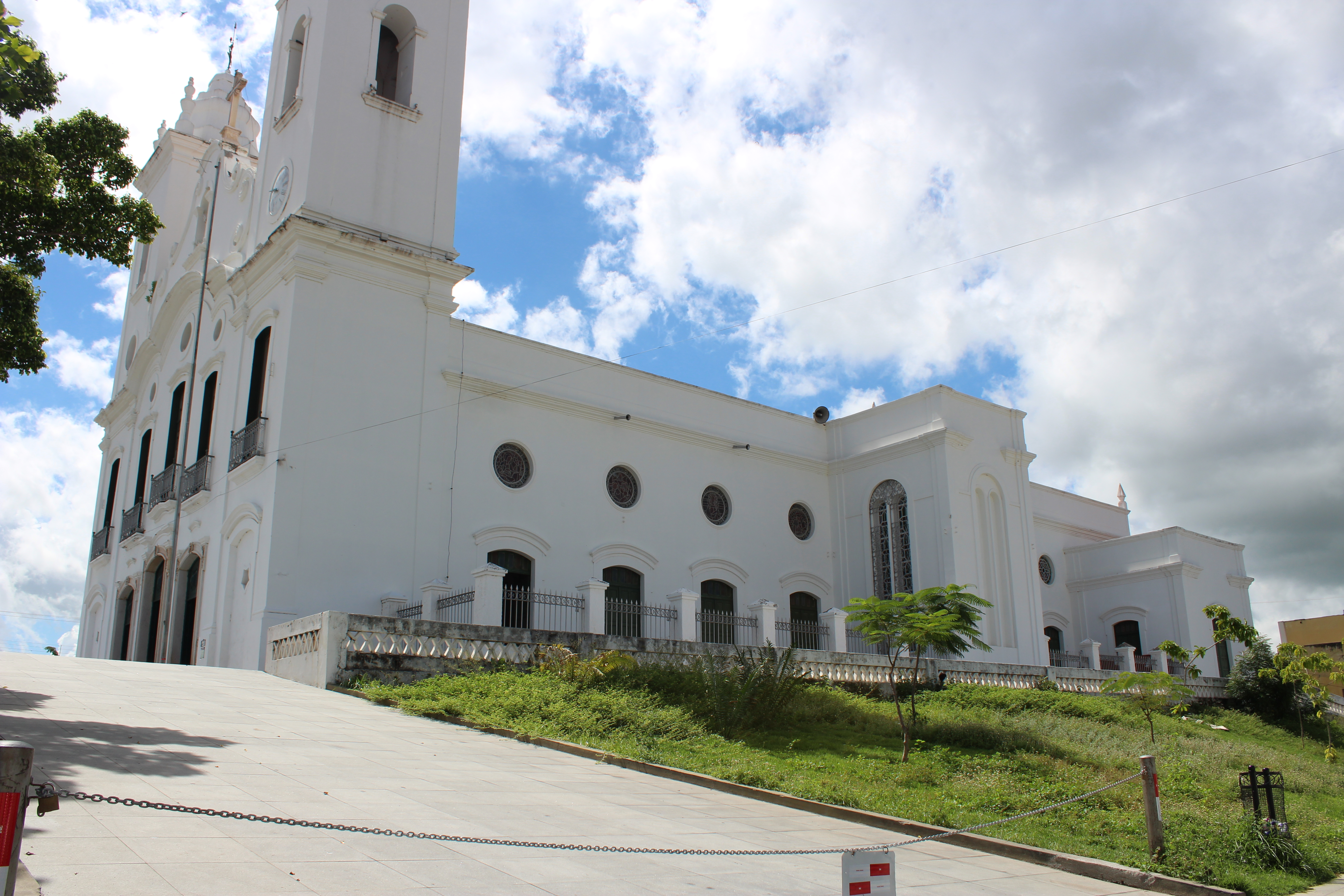
Vista lateral da Igreja da Sé, Catedral de Sobral

- Igreja da Sé (1757, matriz de Nossa Senhora da Conceição)
- Assembleia de Deus Templo Central - Congregação dos Terrenos Novos
- Assembleia de Deus Ministério BETEL.(Ig. Evangélica)
- Paróquia Nossa Senhora do Patrocínio
- Paróquia da Ressurreição
- Paróquia de Fátima
- Paróquia de São Paulo Apóstolo (Idealizada por Monsenhor Sabino Guimarães Loyola, a antiga capela São Paulo Apóstolo, hoje Paróquia (Igreja Matriz), foi construída entre os anos de 1989/1990 e ainda em construção, a 1º de julho de 1990, foi ali celebrada a 1ª missa.)
- Paróquia do Sagrado Coração de Jesus (Bairro da Expectativa)
- Paróquia de Santo Antonio (Distrito de Aracatiaçu)
- Paróquia de Santa Terezinha (Distrito de Jaibaras)
- Paróquia Nossa Senhora do Carmo (Distrito de Taperuaba)
- Ermida de São José (construída através de um projeto da Diocese de Sobral, comandado pelo Monsenhor Francisco Sadoc de Araújo da paróquia do Cristo Ressuscitado em parceria com a Universidade Estadual Vale do Acaraú - UVA. Situada na localidade de Curral das Pedras, no pé da Serra da Meruoca, foi benta no dia 21 de dezembro de 2004.)
- Igreja dos Pretinhos de Nossa Senhora do Rosário - Centro (construída por escravos)
- Capela São Pedro (Capela feita em pequenas dimensões, aproximadamente 5 x 10 m, construída em estilo colonial. Fundada no dia 29 de junho de 1947, é obra do Sr. Pedro Mendes Carneiro (in memorian), antigo dono e morador da fazenda Cachoeira, lugar este, onde residiu por muitos anos habitando uma casa grande e amarela, que foi destruída, era localizada ao lado da capela.)
- Capela São Pedro - Bairro Dom Expedito
- Capela Sagrado Coração de Jesus(Situada na localidade de Boqueirão a 15 km da sede do município de Sobral)
- Igreja Menino Deus (erguida por duas irmãs carmelitas no começo do século XIX)
- Igreja Nossa Senhora das Dores (junto à Igreja da Sé)
- Igreja Nossa Senhora da Saúde (Centro)
- Igreja São José (do Sumaré)
- Igreja São José (Distrito de São José do Torto)
- Igreja São Francisco (Capuchinhos)
- Igreja Santo Expedito (no Alto do Cristo)
- Igreja da Mãe Rainha (no antigo Morro do Urubu)
- 1ª Igreja Batista
- Igreja da Paz
- Igreja Presbiteriana
- Igreja Adventista do Sétimo Dia
- Igreja Batista Renovada
- Igreja de Cristo - IC
- Igreja Assembleia de Deus
- Igreja de Jesus Cristo dos Santos dos Últimos Dias (Igreja dos Mórmons)
- Igreja Batista Vale do Acaraú - IBAVA
- Igreja Batista da Graça
- Igreja Betesda
- Igreja Universal do Reino de Deus
- Igreja Internacional da Graça de Deus
- Igreja Mundial do Poder de Deus
- Igreja do Evangelho Universal
- Igreja Cristã Gileade Sobral
- Igreja Cristã Evangélica Betel (Sinhá Saboia)
- Congregação Cristã no Brasil

## Filhos notórios
- Antônio Carlos Belchior[87] (Belchior) - cantor e compositor.
- Renato Aragão - ator, humorista, escritor, roteirista, conhecido pelo personagem Didi Mocó
- Cid Gomes - Governador do Estado do Ceará de 2006 a 2014.
- Ciro Gomes - Ex-Ministro da Integração Nacional. (nascido em Pindamonhangaba)
- Cosme Bento - líder quilombola que ajudou a comandar a chamada Balaiada.
- Ávine Vinny - cantor e compositor.
- Daniel Lopes Silva (Daniel Sobralense) - Jogador de futebol, atualmente sem time.
- Dom José Tupinambá da Frota - primeiro bispo de Sobral.
- Dom Jerônimo Tomé da Silva (1849-1924) - bispo de Belém do Pará, arcebispo de Salvador, Bahia.
- Domingos Olímpio - escritor, jornalista.
- Ferreira Aragão - contabilista, advogado, comunicador e político brasileiro, ex-vereador de Fortaleza e ex-deputado estadual do Ceará.
- Francisco Sadoc de Araújo - sacerdote, professor e reitor.
- Henrique Sabóia - militar que alcançou a patente de almirante-de-esquadra na Marinha do Brasil, exercendo o cargo de ministro da Marinha durante a presidência de José Sarney.
- José Antônio Maria Ibiapina (Padre Ibiapina) – padre e advogado, considerado o Apóstolo do Nordeste por sua vida dedicada aos mais carentes e às obras de caridade. Está em curso seu processo de canonização.
- José Gentil Alves de Carvalho (José Gentil) - empresário, banqueiro e criador do Bairro Gentilândia, em Fortaleza.
- José Júlio de Albuquerque Barros (Barão de Sobral) - bacharel em Direito, governador do Rio Grande do Sul, governador do Ceará e procurador-geral da República.
- José Linhares Ponte - padre, escritor e político.
- José Moreira da Rocha - magistrado e político, governador do Ceará entre 1924 e 1928.
- Luiz Carlos Barreto - fotógrafo e um dos maiores produtores cinematográficos do Brasil.
- Mateus Germano Moreira Frota Tibúrcio (Mateus Tibúrcio) - Youtuber (canal Sic et Non), mestre em Filosofia e advogado.
- Natanael Cesário dos Santos, mais conhecido como Nattan, cantor.
- Patrícia Saboya Gomes - senadora da República, eleita pelo estado do Ceará.
- Paulo Lélis - locutor de rádio.
- Paulo Lustosa - político, ex-ministro da Desburocratização.
- Raimundo Cela - pintor e desenhista.
- Tertuliano Potiguara - militar que alcançou a patente de general-de-divisão do Exército Brasileiro, com destacada atuação durante a Guerra do Contestado.
- Vicente Alves de Paula Pessoa - advogado, senador do Império de 1882-1889.
- Vicente Cândido de Figueiredo de Sabóia (Visconde de Sabóia) - diretor da Faculdade de Medicina do Rio de Janeiro (1881-1889), reformador do ensino médico no Brasil.
- Zenon Barreto - pintor, escultor e xilogravurista, nasceu em Sobral, em 1918.